# IC 413
IC 413 = IC 2124 ist eine linsenförmige Galaxie vom Hubble-Typ S0-a im Sternbild Orion am Nordsternhimmel. Sie ist schätzungsweise 190 Millionen Lichtjahre von der Milchstraße entfernt und hat einen Durchmesser von etwa 50.000 Lj.
Im selben Himmelsareal befinden sich u. a. die Galaxien NGC 1819, IC 409, IC 412, IC 414.
Das Objekt wurde im Jahr 1888 vom US-amerikanischen Astronomen Edward Barnard entdeckt.